# 다롄 이공대학

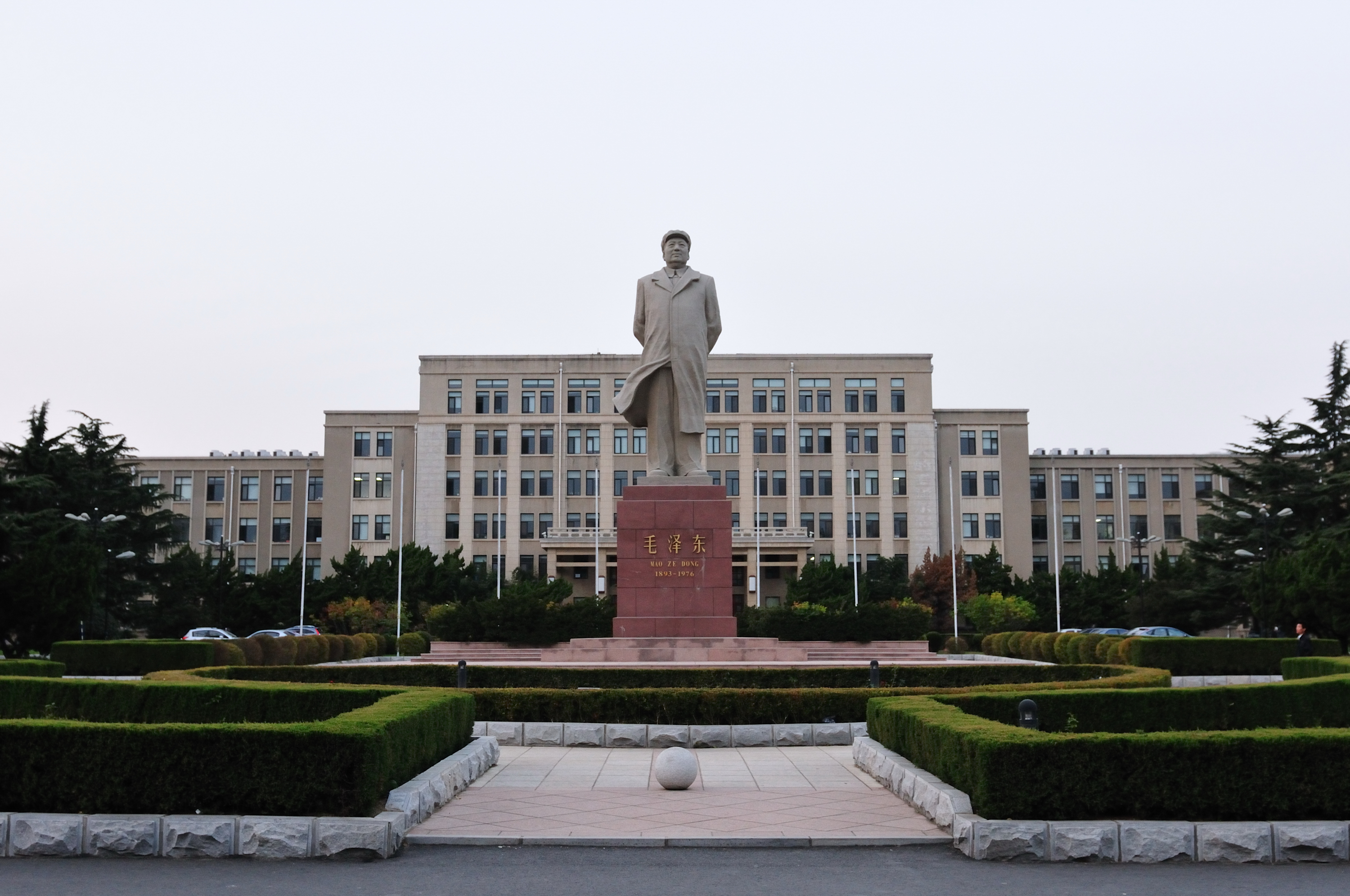
주 건물

다롄 이공대학(大连理工大学, Dalian University of Technology, DLUT)은 중국 랴오닝성 다롄시 간징쯔구에 위치한 공립대학교이다. 중화인민공화국 교육부 소속이다. 이 대학은 211 공정, 985 공정 및 쌍일류 건설의 일부이다.
이 대학은 1949년에 처음 설립되었다. 2021년 8월 기준 중국과학원 회원 13명, 중국공정원 회원 전임 교수, 시간제 교수 38명, 중국과학원 외국인 회원 1명, 스웨덴 왕립 공학 과학 아카데미 회원 1명과 국무원 학술 학위 위원회 규율 검토 그룹 회원 10명이 다롄이공대학에 소속되어 있다.